# Amaurobioides maritima
Amaurobioides maritima är en spindelart som beskrevs av O. Pickard-Cambridge 1883. Amaurobioides maritima ingår i släktet Amaurobioides och familjen spökspindlar. Inga underarter finns listade i Catalogue of Life.